# Liste de films français sortis en 2006
Listes de films français
- 2002
- 2003
- 2004
- 2005
- 2006
- 2007
- 2008
- 2009
- 2010

Liste non exhaustive de films français sortis en 2006.

## 2006
| Titre                            | Réalisateur               | Acteurs                                                                                               | Genre     |
| -------------------------------- | ------------------------- | --- | --------- |
| À la recherche de Kafka          | Jorge Amat                | Albert Delpy                                                                                          |           |
| Arthur et les Minimoys           | Luc Besson                | Freddie Highmore, Mia Farrow                                                                          | Animation |
| Le Bénévole                      | Jean-Pierre Mocky         | Michel Serrault, Bruno Solo                                                                           | Comédie   |
| Les Bronzés 3 - Amis pour la vie | Patrice Leconte           | Michel Blanc, Marie-Anne Chazel, Christian Clavier, Thierry Lhermitte, Josiane Balasko, Gérard Jugnot |           |
| Camping                          | Fabien Onteniente         | Franck Dubosc, Gérard Lanvin, Mathilde Seigner                                                        |           |
| Cœurs                            | Alain Resnais             | Sabine Azéma, Isabelle Carré, Pierre Arditi, André Dussollier, Lambert Wilson                         |           |
| Dans la peau de Jacques Chirac   | Michel Royer et Karl Zéro | - |           |
| Dans Paris                       | Christophe Honoré         | Romain Duris, Louis Garrel                                                                            |           |
| De particulier à particulier     | Brice Cauvin              | Laurent Lucas, Hélène Fillières                                                                       |           |
| La Doublure                      | Francis Veber             | Daniel Auteuil, Gad Elmaleh, Alice Taglioni                                                           |           |
| L'École pour tous                | Éric Rochant              | Arié Elmaleh, Élodie Navarre                                                                          |           |
| Indigènes                        | Rachid Bouchareb          | Jamel Debbouze, Samy Naceri, Roschdy Zem                                                              |           |
| L'Intouchable                    | Benoît Jacquot            | Isild Le Besco                                                                                        |           |
| L'Ivresse du pouvoir             | Claude Chabrol            | Isabelle Huppert, François Berléand, Patrick Bruel, Robin Renucci                                     |           |
| Je vais bien, ne t'en fais pas   | Philippe Lioret           | Mélanie Laurent, Kad Merad                                                                            |           |
| Jean-Philippe                    | Laurent Tuel              | Fabrice Luchini, Johnny Hallyday                                                                      |           |
| Lady Chatterley                  | Pascale Ferran            | Marina Hands, Jean-Louis Coulloc'h, Hippolyte Girardot                                                |           |
| Mon meilleur ami                 | Patrice Leconte           | Daniel Auteuil, Dany Boon                                                                             |           |
| Ne le dis à personne             | Guillaume Canet           | François Cluzet, André Dussollier, Marie-Josée Croze                                                  |           |
| Quand j'étais chanteur           | Xavier Giannoli           | Gérard Depardieu, Cécile de France                                                                    |           |
| La Science des rêves             | Michel Gondry             | Charlotte Gainsbourg, Alain Chabat, Emma de Caunes                                                    |           |
| Silent Hill                      | Christophe Gans           | Radha Mitchell, Sean Bean                                                                             |           |
| Toute la beauté du monde         | Marc Esposito             | Marc Lavoine, Zoé Félix, Jean-Pierre Darroussin                                                       |           |
| Le Voyage en Arménie             | Robert Guédiguian         | Ariane Ascaride, Gérard Meylan                                                                        |           |